# Liste des ministres italiens de la Justice
Cet article dresse la liste des ministres italiens de la Justice depuis la création du ministère, en 1861.
Le ministre actuel est Carlo Nordio, nommé le 22 octobre 2022 par le président de la République Sergio Mattarella, sur proposition de la présidente du Conseil des ministres Giorgia Meloni.

## Liste

### Royaume d'Italie
| Ministre                                           | Ministre                       | Mandat                               | Parti | Parti       | Gouvernement     |
| -------------------------------------------------- | ------------------------------ | ------------------------------------ | ----- | ----------- | ---------------- |
|                                                    | Giovanni Battista Cassinis     | 17 mars 1861 – 6 juin 1861           |       | Indépendant | Cavour IV        |
|                                                    | Vincenzo Maria Miglietti       | 6 juin 1861 – 3 mars 1862            |       | Destra      | Ricasoli I       |
|                                                    | Filippo Cordova                | 3 mars 1862 – 7 avril 1862           |       | Sinistra    | Rattazzi I       |
|                                                    | Raffaele Conforti              | 7 avril 1862 – 8 décembre 1862       |       | Sinistra    | Rattazzi I       |
|                                                    | Giuseppe Pisanelli             | 8 décembre 1862 – 28 septembre 1864  |       | Destra      | Farini           |
| Minghetti I                                        | Giuseppe Pisanelli             | 8 décembre 1862 – 28 septembre 1864  |       | Destra      |                  |
|                                                    | Giuseppe Vacca                 | 28 septembre 1864 – 10 août 1865     |       | Destra      | La Marmora II    |
|                                                    | Paolo Cortese                  | 10 août 1865 – 31 décembre 1865      |       | Destra      | La Marmora II    |
|                                                    | Giovanni De Falco              | 31 décembre 1865 – 20 juin 1866      |       | Destra      | La Marmora III   |
|                                                    | Francesco Borgatti             | 20 juin 1866 – 17 février 1867       |       | Destra      | Ricasoli II      |
|                                                    | Bettino Ricasoli (par intérim) | 17 février 1867 – 24 mars 1867       |       | Destra      | Ricasoli II      |
|                                                    | Filippo Cordova                | 24 mars 1867 – 10 avril 1867         |       | Destra      | Ricasoli II      |
|                                                    | Sebastiano Tecchio             | 10 avril 1867 – 27 octobre 1867      |       | Sinistra    | Rattazzi II      |
|                                                    | Adriano Mari                   | 27 octobre 1867 – 5 janvier 1868     |       | Destra      | Menabrea I       |
|                                                    | Gennaro De Filippo             | 5 janvier 1868 – 26 mai 1869         |       | Destra      | Menabrea II·III  |
|                                                    | Michele Pironti                | 26 mai 1869 – 22 octobre 1869        |       | Destra      | Menabrea III     |
|                                                    | Paolo Onorato Vigliani         | 22 octobre 1869 – 14 décembre 1869   |       | Destra      | Menabrea III     |
|                                                    | Matteo Raeli                   | 13 mai 1869 – 24 février 1871        |       | Destra      | Lanza            |
|                                                    | Giovanni De Falco              | 24 février 1871 – 10 juillet 1873    |       | Destra      | Lanza            |
|                                                    | Paolo Onorato Vigliani         | 10 juillet 1873 – 25 mars 1876       |       | Destra      | Minghetti II     |
|                                                    | Pasquale Stanislao Mancini     | 25 mars 1876 – 24 mars 1878          |       | Sinistra    | Depretis I·II    |
|                                                    | Raffaele Conforti              | 24 mars 1878 – 19 décembre 1878      |       | Sinistra    | Cairoli I        |
|                                                    | Diego Tajani                   | 19 décembre 1878 – 14 juillet 1879   |       | Sinistra    | Depretis III     |
|                                                    | Giovanni Battista Varè         | 14 juillet 1879 – 25 novembre 1879   |       | Sinistra    | Cairoli II       |
|                                                    | Tommaso Villa                  | 25 novembre 1879 – 29 mai 1881       |       | Sinistra    | Cairoli III      |
|                                                    | Giuseppe Zanardelli            | 29 mai 1881 – 25 mai 1883            |       | Sinistra    | Depretis IV      |
|                                                    | Bernardino Giannuzzi-Savelli   | 25 mai 1883 – 30 mars 1884           |       | Sinistra    | Depretis V       |
|                                                    | Niccolò Ferracciu              | 30 mars 1884 – 24 novembre 1884      |       | Sinistra    | Depretis VI      |
|                                                    | Enrico Pessina                 | 24 novembre 1884 – 29 juin 1885      |       | Sinistra    | Depretis VI      |
|                                                    | Diego Tajani                   | 29 juin 1885 – 4 avril 1887          |       | Sinistra    | Depretis VII     |
|                                                    | Giuseppe Zanardelli            | 4 avril 1887 – 6 février 1891        |       | Sinistra    | Depretis VIII    |
| Crispi I·II                                        | Giuseppe Zanardelli            | 4 avril 1887 – 6 février 1891        |       | Sinistra    |                  |
|                                                    | Luigi Ferraris                 | 6 février 1891 – 31 décembre 1891    |       | Sinistra    | Di Rudinì I      |
|                                                    | Bruno Chimirri                 | 31 décembre 1891 – 15 mai 1892       |       | Sinistra    | Di Rudinì I      |
|                                                    | Teodorico Bonacci              | 15 mai 1892 – 24 mai 1893            |       | Sinistra    | Giolitti I       |
|                                                    | Lorenzo Eula                   | 24 mai 1893 – 8 juillet 1893         |       | Sinistra    | Giolitti I       |
|                                                    | Giacomo Armò                   | 8 juillet 1893 – 27 septembre 1893   |       | Sinistra    | Giolitti I       |
|                                                    | Francesco Santamaria-Nicolini  | 27 septembre 1893 – 15 décembre 1893 |       | Sinistra    | Giolitti I       |
|                                                    | Vincenzo Calenda di Tavani     | 15 décembre 1893 – 10 mars 1896      |       | Sinistra    | Crispi III·IV    |
|                                                    | Giacomo Giuseppe Costa         | 10 mars 1896 – 15 août 1897          |       | Sinistra    | Di Rudinì II·III |
|                                                    | Antonio di Rudinì              | 15 août 1897 – 18 septembre 1897     |       | Sinistra    | Di Rudinì III    |
|                                                    | Emanuele Gianturco             | 18 septembre 1897 – 14 décembre 1897 |       | Sinistra    | Di Rudinì III    |
|                                                    | Giuseppe Zanardelli            | 14 décembre 1897 – 1er juin 1898     |       | Sinistra    | Di Rudinì IV     |
|                                                    | Teodorico Bonacci              | 1er juin 1898 – 29 juin 1898         |       | Sinistra    | Di Rudinì V      |
|                                                    | Camillo Finocchiaro Aprile     | 29 juin 1898 – 14 mai 1899           |       | Indépendant | Pelloux I        |
|                                                    | Adeodato Bonasi                | 14 mai 1899 – 24 juin 1900           |       | Destra      | Pelloux II       |
|                                                    | Emanuele Gianturco             | 24 juin 1900 – 15 février 1901       |       | Sinistra    | Saracco          |
|                                                    | Francesco Cocco-Ortu           | 15 février 1901 – 3 novembre 1903    |       | Sinistra    | Zanardelli       |
|                                                    | Scipione Ronchetti             | 3 novembre 1903 – 27 mars 1905       |       | Sinistra    | Giolitti II      |
| Tittoni                                            | Scipione Ronchetti             | 3 novembre 1903 – 27 mars 1905       |       | Sinistra    |                  |
|                                                    | Camillo Finocchiaro Aprile     | 27 mars 1905 – 8 février 1906        |       | Sinistra    | Fortis I·II      |
|                                                    | Ettore Sacchi                  | 8 février 1906 – 29 mai 1906         |       | Destra      | Sonnino I        |
|                                                    | Nicolò Gallo                   | 29 mai 1906 – 4 mars 1907            |       | Sinistra    | Giolitti III     |
|                                                    | Vittorio Emanuele Orlando      | 4 mars 1907 – 11 décembre 1909       |       | Sinistra    | Giolitti III     |
|                                                    | Vittorio Scialoja              | 11 décembre 1909 – 31 mars 1910      |       | Destra      | Sonnino II       |
|                                                    | Cesare Fani                    | 31 mars 1910 – 29 mars 1911          |       | Destra      | Luzzatti         |
|                                                    | Camillo Finocchiaro Aprile     | 29 mars 1911 – 19 mars 1914          |       | UL          | Giolitti IV      |
|                                                    | Luigi Dari                     | 21 mars 1914 – 31 octobre 1914       |       | UL          | Salandra I       |
|                                                    | Vittorio Emanuele Orlando      | 31 octobre 1914 – 18 juin 1916       |       | UL          | Salandra II      |
|                                                    | Ettore Sacchi                  | 18 juin 1916 – 18 janvier 1919       |       | PRI         | Boselli          |
| Orlando                                            | Ettore Sacchi                  | 18 juin 1916 – 18 janvier 1919       |       | PRI         |                  |
|                                                    | Luigi Facta                    | 18 janvier 1919 – 23 juin 1919       |       | UL          | Orlando          |
|                                                    | Lodovico Mortara               | 23 juin 1919 – 21 mai 1920           |       | Indépendant | Nitti I          |
|                                                    | Alfredo Falcioni               | 21 mai 1920 – 15 juin 1920           |       | UL          | Nitti II         |
|                                                    | Luigi Fera                     | 15 juin 1920 – 4 juillet 1921        |       | PDSI        | Giolitti V       |
|                                                    | Giulio Rodinò                  | 4 juillet 1921 – 22 février 1922     |       | PPI         | Bonomi I         |
|                                                    | Luigi Rossi                    | 26 février 1922 – 1er août 1922      |       | PRI         | Facta I          |
|                                                    | Giulio Alessio                 | 1er août 1922 – 28 octobre 1922      |       | PRI         | Facta II         |
|                                                    | Aldo Oviglio                   | 30 octobre 1922 – 5 janvier 1925     |       | PNF         | Mussolini        |
|                                                    | Alfredo Rocco                  | 5 janvier 1925 – 20 juillet 1932     |       | PNF         | Mussolini        |
|                                                    | Pietro De Francisci            | 20 juillet 1932 – 24 janvier 1935    |       | PNF         | Mussolini        |
|                                                    | Arrigo Solmi                   | 24 janvier 1935 – 12 juillet 1939    |       | PNF         | Mussolini        |
|                                                    | Dino Grandi                    | 12 juillet 1939 – 5 février 1943     |       | PNF         | Mussolini        |
|                                                    | Alfredo De Marsico             | 5 février 1943 – 25 juillet 1943     |       | PNF         | Mussolini        |
|                                                    | Gaetano Azzariti               | 28 juillet 1943 – 15 février 1944    |       | Indépendant | Badoglio I       |
|                                                    | Ettore Casati                  | 15 février 1944 – 17 avril 1944      |       | Indépendant | Badoglio I       |
|                                                    | Vincenzo Arangio-Ruiz          | 22 avril 1944 – 8 juin 1944          |       | Indépendant | Badoglio II      |
|                                                    | Umberto Tupini                 | 18 juin 1944 – 19 juin 1945          |       | DC          | Bonomi II·III    |
|                                                    | Palmiro Togliatti              | 21 juin 1945 – 1er juillet 1946      |       | PCI         | Parri            |
| De Gasperi I                                       | Palmiro Togliatti              | 21 juin 1945 – 1er juillet 1946      |       | PCI         |                  |
| Titres successifs : - Grâce et Justice (1932-1946) |                                |                                      |       |             |                  |

### République italienne
| Ministre                                    | Ministre                                 | Mandat                             | Parti | Parti        | Gouvernement      |
| ------------------------------------------- | ---------------------------------------- | ---------------------------------- | ----- | ------------ | ----------------- |
|                                             | Fausto Gullo (1887-1974)                 | 14 juillet 1946 – 1er juin 1947    |       | PCI          | De Gasperi II·III |
|                                             | Giuseppe Grassi (1883-1950)              | 1er juin 1947 – 28 janvier 1950    |       | PLI          | De Gasperi IV·V   |
|                                             | Attilio Piccioni (1892-1976)             | 28 janvier 1950 – 26 juillet 1951  |       | DC           | De Gasperi VI     |
|                                             | Adone Zoli (1887-1960)                   | 26 juillet 1951 – 16 juillet 1953  |       | DC           | De Gasperi VII    |
|                                             | Guido Gonella (1905-1982)                | 16 juillet 1953 – 17 août 1953     |       | DC           | De Gasperi VIII   |
|                                             | Antonio Azara (1883-1967)                | 17 août 1953 – 19 janvier 1954     |       | DC           | Pella             |
|                                             | Michele De Pietro (1884-1967)            | 19 janvier 1954 – 6 juillet 1955   |       | DC           | Fanfani I         |
| Scelba                                      | Michele De Pietro (1884-1967)            | 19 janvier 1954 – 6 juillet 1955   |       | DC           |                   |
|                                             | Aldo Moro (1916-1978)                    | 6 juillet 1955 – 20 mai 1957       |       | DC           | Segni I           |
|                                             | Guido Gonella (1905-1982)                | 20 mai 1957 – 22 février 1962      |       | DC           | Zoli              |
| Fanfani II                                  | Guido Gonella (1905-1982)                | 20 mai 1957 – 22 février 1962      |       | DC           |                   |
| Segni II                                    | Guido Gonella (1905-1982)                | 20 mai 1957 – 22 février 1962      |       | DC           |                   |
| Tambroni                                    | Guido Gonella (1905-1982)                | 20 mai 1957 – 22 février 1962      |       | DC           |                   |
| Fanfani III                                 | Guido Gonella (1905-1982)                | 20 mai 1957 – 22 février 1962      |       | DC           |                   |
|                                             | Giacinto Bosco (1905-1997)               | 22 février 1962 – 5 décembre 1963  |       | DC           | Fanfani IV        |
| Leone I                                     | Giacinto Bosco (1905-1997)               | 22 février 1962 – 5 décembre 1963  |       | DC           |                   |
|                                             | Oronzo Reale (1902-1988)                 | 5 décembre 1963 – 25 juin 1968     |       | PRI          | Moro I·II·III     |
|                                             | Guido Gonella (1905-1982)                | 25 juin 1968 – 13 décembre 1968    |       | DC           | Leone II          |
|                                             | Silvio Gava (1901-1999)                  | 13 décembre 1968 – 28 mars 1970    |       | DC           | Rumor I·II        |
|                                             | Oronzo Reale (1902-1988)                 | 28 mars 1970 – 1er mars 1971       |       | PRI          | Rumor III         |
| Colombo                                     | Oronzo Reale (1902-1988)                 | 28 mars 1970 – 1er mars 1971       |       | PRI          |                   |
|                                             | Emilio Colombo (par intérim) (1920-2013) | 1er mars 1971 – 17 février 1972    |       | DC           | Colombo           |
|                                             | Guido Gonella (1905-1982)                | 18 février 1972 – 8 juillet 1973   |       | DC           | Andreotti I·II    |
|                                             | Mario Zagari (1913-1996)                 | 8 juillet 1973 – 23 novembre 1974  |       | PSI          | Rumor IV·V        |
|                                             | Oronzo Reale (1902-1988)                 | 23 novembre 1974 – 12 février 1976 |       | PRI          | Moro IV           |
|                                             | Francesco Paolo Bonifacio (1923-1989)    | 12 février 1976 – 21 mars 1979     |       | DC           | Moro V            |
| Andreotti III·IV                            | Francesco Paolo Bonifacio (1923-1989)    | 12 février 1976 – 21 mars 1979     |       | DC           |                   |
|                                             | Tommaso Morlino (1925-1983)              | 21 mars 1979 – 18 octobre 1980     |       | DC           | Andreotti V       |
| Cossiga I·II                                | Tommaso Morlino (1925-1983)              | 21 mars 1979 – 18 octobre 1980     |       | DC           |                   |
|                                             | Adolfo Sarti (1928-1992)                 | 18 octobre 1980 – 23 mai 1981      |       | DC           | Forlani           |
|                                             | Clelio Darida (1927-2017)                | 23 mai 1981 – 4 août 1983          |       | DC           | Forlani           |
| Spadolini I·II                              | Clelio Darida (1927-2017)                | 23 mai 1981 – 4 août 1983          |       | DC           |                   |
| Fanfani V                                   | Clelio Darida (1927-2017)                | 23 mai 1981 – 4 août 1983          |       | DC           |                   |
|                                             | Mino Martinazzoli (1931-2011)            | 4 août 1983 – 1er août 1986        |       | DC           | Craxi I           |
|                                             | Virginio Rognoni (1924)                  | 1er août 1986 – 29 juillet 1987    |       | DC           | Craxi II          |
| Fanfani VI                                  | Virginio Rognoni (1924)                  | 1er août 1986 – 29 juillet 1987    |       | DC           |                   |
|                                             | Giuliano Vassalli (1915-2009)            | 29 juillet 1987 – 2 février 1991   |       | PSI          | Goria             |
| De Mita                                     | Giuliano Vassalli (1915-2009)            | 29 juillet 1987 – 2 février 1991   |       | PSI          |                   |
| Andreotti VI                                | Giuliano Vassalli (1915-2009)            | 29 juillet 1987 – 2 février 1991   |       | PSI          |                   |
|                                             | Claudio Martelli (1943)                  | 2 février 1991 – 10 février 1993   |       | PSI          | Andreotti VI·VII  |
| Amato I                                     | Claudio Martelli (1943)                  | 2 février 1991 – 10 février 1993   |       | PSI          |                   |
|                                             | Giuliano Amato (par intérim) (1938)      | 10 février 1993 – 12 février 1993  |       | PSI          | Amato I           |
|                                             | Giovanni Conso (1922-2015)               | 12 février 1993 – 11 mai 1994      |       | Indépendant  | Amato I           |
| Ciampi                                      | Giovanni Conso (1922-2015)               | 12 février 1993 – 11 mai 1994      |       | Indépendant  |                   |
|                                             | Alfredo Biondi (1928-2020)               | 11 mai 1994 – 17 janvier 1995      |       | UdC          | Berlusconi I      |
|                                             | Filippo Mancuso (1922-2011)              | 17 janvier 1995 – 19 octobre 1995  |       | Indépendant  | Dini              |
|                                             | Lamberto Dini (par intérim) (1931)       | 19 octobre 1995 – 16 février 1996  |       | Indépendant  | Dini              |
|                                             | Vincenzo Caianiello (1932-2002)          | 16 février 1996 – 18 mai 1996      |       | Indépendant  | Dini              |
|                                             | Giovanni Maria Flick (1940)              | 18 mai 1996 – 21 octobre 1998      |       | Indépendant  | Prodi I           |
|                                             | Oliviero Diliberto (1956)                | 21 octobre 1998 – 26 avril 2000    |       | PDCI         | D'Alema I·II      |
|                                             | Piero Fassino (1949)                     | 26 avril 2000 – 11 juin 2001       |       | DS           | Amato II          |
|                                             | Roberto Castelli (1946)                  | 11 juin 2001 – 17 mai 2006         |       | LN           | Berlusconi II·III |
|                                             | Clemente Mastella (1947)                 | 17 mai 2006 – 17 janvier 2008      |       | UDEUR        | Prodi II          |
|                                             | Romano Prodi (par intérim) (1939)        | 17 janvier 2008 – 7 février 2008   |       | PD           | Prodi II          |
|                                             | Luigi Scotti (1932)                      | 7 février 2008 – 8 mai 2008        |       | Indépendant  | Prodi II          |
|                                             | Angelino Alfano (1970)                   | 8 mai 2008 – 27 juillet 2011       |       | PDL          | Berlusconi IV     |
|                                             | Nitto Francesco Palma (1950)             | 27 juillet 2011 – 16 novembre 2011 |       | PDL          | Berlusconi IV     |
|                                             | Paola Severino (1948)                    | 16 novembre 2011 – 28 avril 2013   |       | Indépendante | Monti             |
|                                             | Annamaria Cancellieri (1943)             | 28 avril 2013 – 22 février 2014    |       | Indépendante | Letta             |
|                                             | Andrea Orlando (1969)                    | 22 février 2014 – 1er juin 2018    |       | PD           | Renzi             |
| Gentiloni                                   | Andrea Orlando (1969)                    | 22 février 2014 – 1er juin 2018    |       | PD           |                   |
|                                             | Alfonso Bonafede (1976)                  | 1er juin 2018 – 13 février 2021    |       | M5S          | Conte I·II        |
|                                             | Marta Cartabia (1963)                    | 13 février 2021 - 22 octobre 2022  |       | Indépendante | Draghi            |
|                                             | Carlo Nordio (1947)                      | depuis le 22 octobre 2022          |       | Fdl          | Meloni            |
| Titres successifs : - Justice (depuis 1999) |                                          |                                    |       |              |                   |